# 범어사 자수수복문 병풍
범어사 자수수복문 병풍(梵魚寺 刺繡壽福文 屛風)은 부산광역시 금정구 청룡동 범어사에 있는 병풍이다. 2008년 9월 11일 부산광역시의 문화재자료 제45호로 지정되었다.

## 개요
수복문(壽福文)은 돌이나 부모 회갑에 다복장수(多福長壽)를 기원하며 여러 가지 전서(篆書)를 변형하여 백가지 글자로 수(壽)자와 복(福)자를 쓴 것으로 이를 바탕으로 자수병풍을 만든 일종의 기원문이다. 또한 글자는 완전한 전서가 아니고 도안화하여 조자(造字)되거나, 파자(破字)하여 재구성하였다.
현재 수복문 병풍은 위당 김문제(韋當 金文濟)가 쓴 백수백복도를 비롯하여 국립민속박물관에서 소장하고 있는 수복문자도병, 백수백복도수병 등이 있다.
범어사 수복병풍은 조선 말기 불교에 뜻있는 궁인(宮人)이 제작하여 발복 청원의 뜻으로 범어사에 공양한 것으로 보인다. 자수의 기법은 뛰어나지 않으나 각 글자의 색조를 달리하여 녹(綠), 청(靑), 자(紫), 남(藍), 황(黃), 홍(紅), 흑(黑), 백(白) 등 최소 8가지 이상의 자연 염색된 비단실로 수 놓여 진 것이다.
본 작품은 국립민속박물관에 있는 백수백복도수병와 대동소이하여 같은 바탕에서 제작된 것으로 판단되나, 글자의 수는 총 440자로 훨씬 다양하다. 그리고 글자의 의장 기법이나 자수의 정교함이 돋보이는 문화재이다.

## 참고 자료
- 범어사자수수복문병풍 - 국가유산청 국가유산포털